# Liste der Auslassungszeichen
Die Liste der Auslassungszeichen beinhaltet Schriftzeichen, die andere Zeichen ersetzen und damit eine Auslassung anzeigen. Im eigentlichen Sinne ist „Auslassungszeichen“ im Deutschen ein Synonym für den Apostroph (’). Daneben existieren in der Typografie mehrere Zeichen, die Auslassungen jeweils verschiedener Arten von Textteilen repräsentieren und im weiteren Sinne unter dem Begriff „Auslassungszeichen“ erfasst werden können.

## Auslassungszeichen im Deutschen
| Unicode | Zeichen | Name                     | Bedeutung                                                           |
| ------- | ------- | ------------------------ | ------------------------------------------------------------------- |
| U+0027  | ’       | der Apostroph            | ersetzt Buchstaben oder Silben- und Wortbestandteile (Elision)      |
| U+2026  | …       | die Auslassungspunkte    | vielfältige Verwendung                                              |
| U+2010  | -       | der Viertelgeviertstrich | ersetzt Wortteile (Ergänzungsstrich; siehe auch Bindestrich/Divis)  |
| U+002D  | -       | der Viertelgeviertstrich | ersetzt Wortteile (Ergänzungsstrich; siehe auch Bindestrich-Minus)  |
| U+2012  | –       | der Halbgeviertstrich    | ersetzt Nullen in glatten Beträgen oder Tabellen (Nullersatzstrich) |
| U+2013  | –       | der Halbgeviertstrich    | ersetzt Satzteile (Ellipsen)                                        |
| U+2014  | —       | der Geviertstrich        | ersetzt zwei Nullen in glatten Geldbeträgen (Nullersatzstrich)      |
| U+007E  | ~       | die Tilde                | ersetzt ein Schlagwort in Wörterbüchern, Lexika oder Indizes        |

Beispiele:
- Straßennamen in Telefonbüchern: „Emser-31“ für „Emser Straße 31“ (Ergänzungsstrich; Auslassung gedanklich zu ergänzen)
- Auslassungen in Zitaten: „Er sagte, dass (…)“ (Auslassungspunkte üblicherweise in runden oder eckigen Klammern)

## Auslassungszeichen anderer Schriften
| Unicode | Zeichen | Name                                     |
| ------- | ------- | ---------------------------------------- |
| U+0EAF  | ຯ       | lao ellipsis (laotische Ellipse)         |
| U+1801  | ᠁       | mongolian ellipsis (mongolische Ellipse) |

## Verwandte Themen
- Unterführungszeichen bezeichnet Platzhalter für die Wiederholung bereits genannter Wörter oder Zeichen.